# QU de l'Escaire
QU de l'Escaire (QU Normae) és una estrella de magnitud aparent +5,36. Enquadrada dins de la constel·lació d'Escaire, visualment es localitza 1,3º a nord de ε Normae. La nova reducció de les dades de paral·laxi del satèl·lit Hipparcos situa a QU Normae a una distància de 1.820 anys llum del sistema solar. Pot ser membre de la associació estel·lar Ara OBIa.
QU de l'Escaire és una supergegant blava de tipus espectral B2Iap amb una temperatura efectiva entre 17.000 i 18.500 K. Com correspon a la seva classe, és un estel enormement lluminós, ja que radia 76.000 vegades més energia que el Sol. També té una mida considerable; el seu radi és 58 vegades més gran que el de el Sol i gira sobre si mateixa amb una velocitat de rotació projectada de 44 km/s. És una estrella massiva, sent la seva massa aproximada 15,5 vegades més gran que la massa solar, per la qual cosa finalitzarà la seva curta vida i explotarà com una brillant supernova.
QU de l'Escaire és una variable Alfa Cygni -semblant a ρ Leonis o κ Cassiopeiae - l'amplitud de variació és de 0,064 magnituds al llarg d'un període de 4,818 dies.